# Athlītikos Omilos Thrasyvoulos Fylīs
L'Athlītikos Omilos Thrasyvoulos Fylīs (in greco: Αθλητικός Όμιλος Θρασύβουλος Φυλής) è una società calcistica greca con sede nella città di Fyli, che milita nella Football League greca, la divisione di secondo livello del campionato greco di calcio.

## Storia
Fu fondata nel 1938 e dopo venne chiamata Thrasybulus (Trasibulo), come l'antico generale che usò Fyli (File) come base per liberare Atene dai Trenta tiranni durante la guerra civile ateniese (404-403 a.C.).
Ha ottenuto la promozione nella massima divisione greca al termine della stagione 2007-08, ma è retrocessa all'ultimo posto dopo un solo campionato. Nel 2012-13 il Thrasybulos occupò il penultimo posto nella Lega Nazionale B e, pur essendo retrocesso nella Lega Nazionale C, non vi partecipò l'anno successivo e scelse di giocare nel campionato locale dopo 15 anni di presenza ininterrotta nei campionati nazionali.
Qualche anno dopo è arrivato il "testamento". Il Thrasybulos nella stagione 2022-23 non si iscrisse nemmeno alla B' Amateur dell'E.P.S. West Attica, chiudendo una bella storia calcistica che non verrà dimenticata.

## Statistiche del Thrasyvoulos Fylis
- Partecipazioni alla Super League Greca: 1 (Souper Ligka Ellada 2008-2009)

## Palmarès

### Competizioni nazionali
- Gamma Ethniki: 1

2004-2005 (girone 1)
- Delta Ethniki: 1

2001-2002 (gruppo 1)

### Altri piazzamenti
- Coppa di Grecia:

Semifinalista: 2007-2008
- Beta Ethniki:

Secondo posto: 2007-2008
- Delta Ethniki:

Terzo posto: 2000-2001 (gruppo 1)